# I.Ae. 24 Calquin
ФМА I.Ae. 24 «Калькін» ( ісп. FMA I.Ae. 24 Calquín, «Королівський орел») - аргентинський багатоцільовий літак-бомбардувальник, який перебував на озброєнні ВПС Аргентини . Побудований на основі англійського бомбардувальника de Havilland Mosquito . Перший двомоторний ударний літак, спроектований і виготовлений в Аргентині та Латинській Америці   .

## Історія будівництва

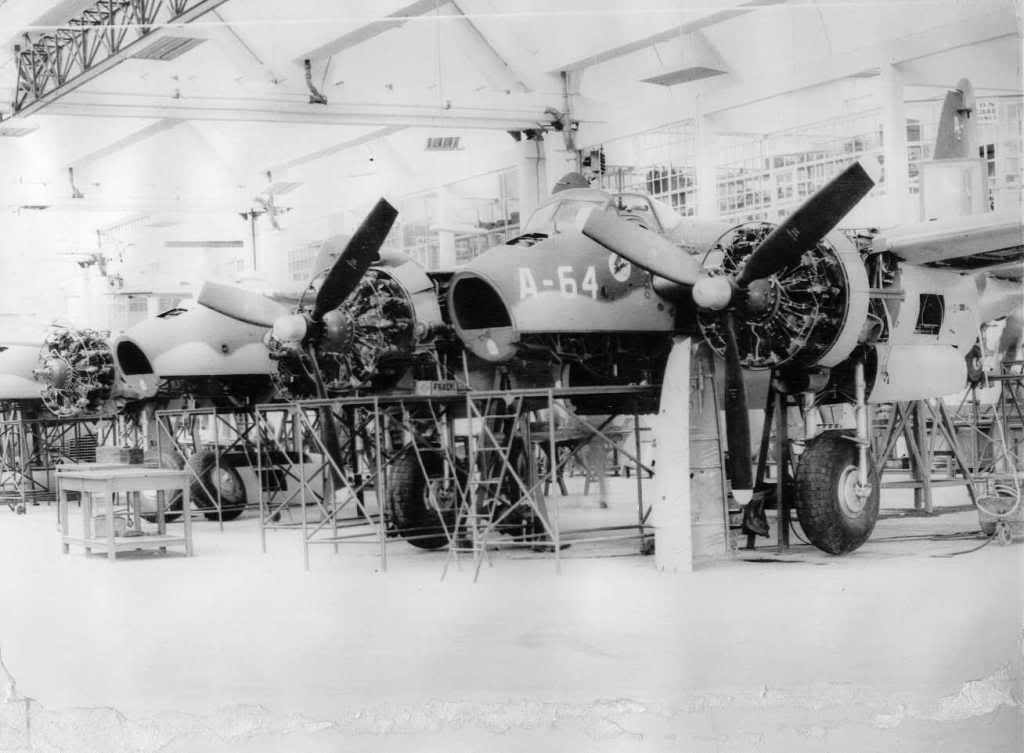
Складання «Калькінів» на заводі в Кордові

З початком Другої світової війни Аргентина, яка симпатизувала країнам Осі, оголосила 4 вересня 1939 року нейтралітет, який зберігала до початку 1944 року. На той час США після довгих спроб схилити Буенос-Айрес на свій бік почали розглядати варіант вторгнення бразильських військ до Аргентини. Оскільки під закон про ленд-ліз Аргентина не підпадала, в умовах дефіциту військової техніки та неможливості придбати її, уряд у Буенос-Айресі відчув зовнішню загрозу. У країні розпочалася розробка та виробництво озброєння та військової техніки. Наприклад, в 1944 був налагоджений серійний випуск першого танка національної розробки " Науель " .
У 1944 році в конструкторському бюро FMA в Кордові, під керівництвом інженера та директора фірми Хуана Ігнасіо Сан-Мартіна ( ісп. Juan Ignacio San Martín ), було розпочато проектування двомоторного бомбардувальника. Літак отримав назву "Калькін", що в перекладі з мови індіанців арауканів - аборигенів заходу Аргентини, означає "Королівський орел". До Другої світової війни країна мала обмежені можливості з виплавки алюмінію, і відносно велике виробництво цього металу почалося тільки в 1974 році з відкриттям в Мадріні заводу компанії Aluar . Це, а також скорочення ввезення до Аргентини інших стратегічних металів, що використовуються в авіабудуванні, призвели до того, що корпуси бомбардувальника I.Ae. 24 Calquín та десантного планера I.Ae. 25 Mañque були виконані з дерева.

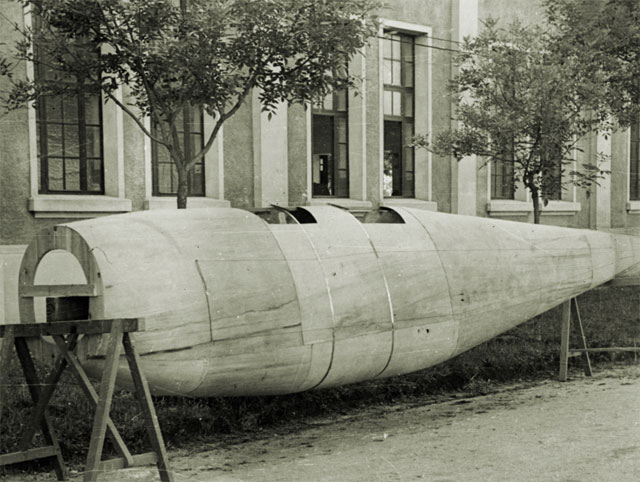
Макет I.Ae. 28 Super Calquín біля столярної майстерні заводу

Проектування велося з огляду на бомбардувальник " Москіто " англійської розробки. Перший дослідний зразок здійснив політ 5 червня 1946 , під управлінням провідного льотчика-випробувача FMA Едмундо Освальдо Вайсса ( ісп. Edmundo Osvaldo Weiss )  . Після успішних випробувань, під час яких прототип налітав 100 годин без будь-яких подій, «Калькін» був запущений у дрібносерійне виробництво. I.Ae. 24 міг виконувати практично всі постаті вищого пілотажу  .
Після закінчення війни аргентинці вивчили отриманий із Британії "Москіто" і внесли в конструкцію I.Ae. 24 ряд доробок. Загалом у 1947—1950-х було вироблено 100 одиниць. Пізніше 5 з них переобладнали на навчально-бойові, оснастивши подвійним управлінням  .
Після успішних випробувань I.Ae. 24 в Інституті аеротехніки розпочалися роботи з проектування I.Ae. 28 "Супер Калькін" - удосконаленої версії "Калькіна" з двигуном Rolls-Royce Merlin III , що дозволило б збільшити швидкість на 200 км / год  . Планувалося випустити 100 одиниць, проте завантаженість потужностей FMA не дозволяла вести два проекти. Наприклад, через це виробництво легкого літака " Бойеро " було передано столичній фірмі Petrolini Hermanos  . Проект I.Ae. 28 Super Calquín було закрито.

## Конструкція

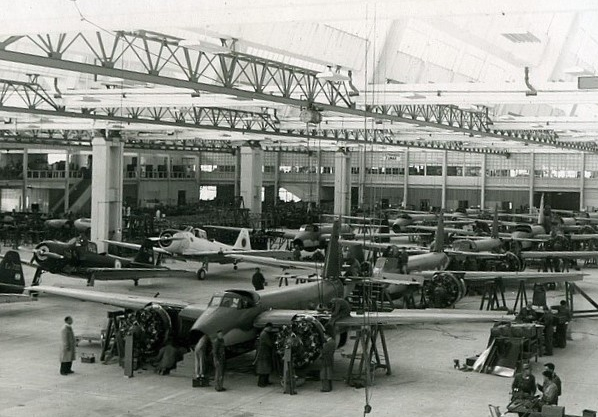
Виробництво "Калькінів". Зліва видно перебувають у процесі складання I.Ae. 22 DL

Являв собою двомоторний середньоплан з шасі, що прибирається. Фюзеляж напівмонококової конструкції та його силовий набір були виконані з дерева — кедра, берези та бальси . Моторні капоти виготовлені із легкого сплаву  . Крила - двох лонжеронні, дерев'яні. Крісла екіпажу розміщувалися в кабіні поряд. За кріслами розташовувався бомбовідсік, що вміщав до 740 кг бойового запасу, калібр бомб міг змінюватись від 15 до 350 кг. Двигуни - американські дворядні зіркоподібні R-1830-SC-G Twin Wasp фірми Pratt & Whitney, забезпечені трилопатевими металевими повітряними гвинтами Hamilton Standart   . Спочатку планувалося встановити на літак британські мотори Rolls-Royce Merlin 25 потужністю 1620 к. с. с., проте через експортні обмеження воєнного часу ці плани не були втілені в життя   . Шасі трипорне, з хвостовим колесом.

## Служба

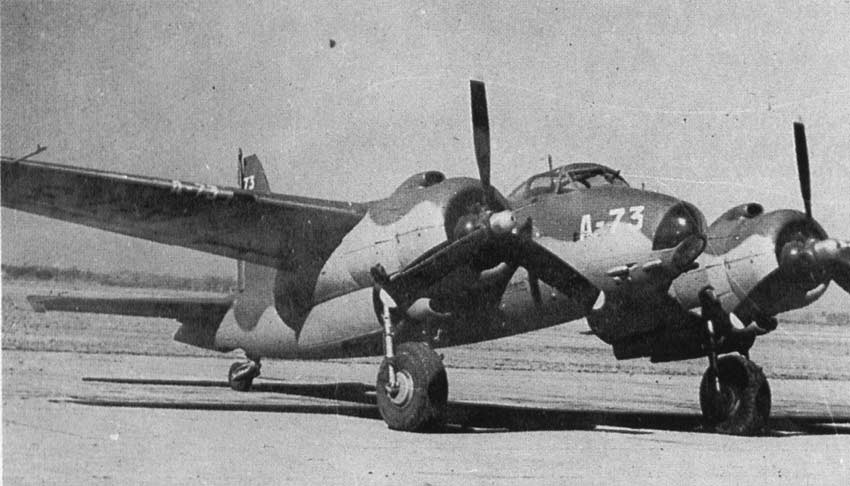
I.Ae. 24 Calquín на аеродромі

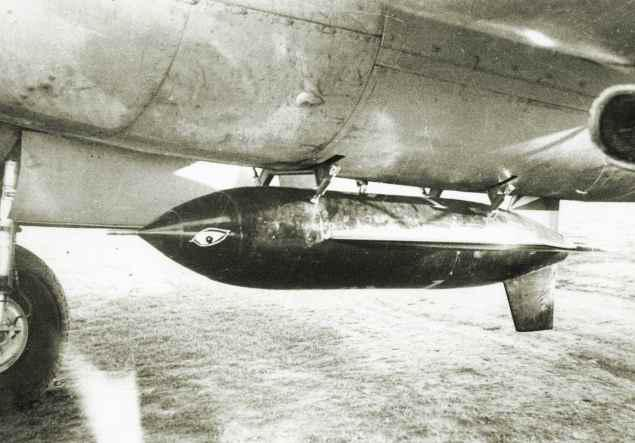
Крилата ракета AM-1 «Табано» під крилом бомбардувальника

Перший політ перший серійний літак виконав 4 липня 1947  . Замовлена ВПС партія зі ста машин була поставлена до квітня 1951  . Літаки використовували штурмові та розвідувальні частини. Бойове хрещення літаки отримали у вересні 1955-го, під час « Визвольної революції », що скинула Хуана Перона . Так, уранці 16 вересня п'ятірка I.Ae. 24 і четвірка винищувачів « Метеор » з авіабази Морон атакувала три десантні кораблі флоту, що перевозили з острова Мартін-Гарсія кадетів Військово-морської школи на допомогу бунтівникам у військово-морській базі Ріо-Сантьяго . «Калькіни» виконали невдале бомбометання, і лише вогонь кулеметів «Метеорів» вплинув на моряків — кораблі, отримавши пошкодження, повернули назад  . Один «Калькін» у парі з « Лінкольном » атакував корвети «Муратур» та «Кінг» . Проте, вогнем із зенітних знарядь кораблів атака була відбита  . За непідтвердженими даними, «Калькін» був збитий  . З іншого боку, кілька урядових I.Ae. 24 перейшло на бік бунтівників, і брало участь у боях проти пероністів . Так, борт A-70 відбомбився напалмовими бомбами за позиціями урядових військ у районі Кордови, пізніше такі вильоти відбувалися ще кілька разів  .
Відзначалася висока аварійність літаків, пов'язана з їхньою дерев'яною конструкцією. Так, ще 1947 року в катастрофах загинуло два літаки. До 1958 у строю залишався 21 літак. Усього, в аваріях загинув 41 авіатор  . «Калькіни» експлуатувалися у складі ВПС до 1961 року, а останній, що передбачався до передачі до музею, згорів під час протипожежних навчань у 1967  .
На експорт не постачалися. Періодично літаки використовувалися для випробування різних систем озброєння національної розробки. Наприклад, крилатої ракети класу «повітря-повітря» AM-1 Tábano , першою у своєму класі в Південній Америці  .

## Льотно-технічні характеристики
Технічні характеристики
- Екіпаж: 2
- Довжина: 12 м
- Розмах крила: 16,30 м
- Висота: 3,40 м
- Площа крила: 38,2 м²
- Маса пустого: 5 340 кг
- Нормальна взлітна маса: 7 200 кг
- Максимальна злітна маса: 8 165 кг
- Силова установка: 2 × ПД Pratt & Whitney R-1830-G Twin Wasp
- Потужність двигунів: 2 × 1 050 К.С

(2 × 783 кВт)
Льотні характеристики
- Максимальна швидкість: 440 км/год
- Крейсерська швидкість: 380 км/год
- Бойовий радіус: 2655 км
- Практична дальність: 1200 км
- Практична стеля: 10 000 м
- Швидкопідйомність: 750 м/хв

Озброєння
- Стрілково-гарматне: 4 × 20-мм Hispano Suiza 804 або 12,7-мм кулемети (американські Browning M3/аргентинські DL)
- Некеручі ракети: 12 × 75-мм
- Бомби: до 800 кг

## Оператори
Аргентина
- ВПС Аргентини